# Singer for Singer
Singer for Singer è il sesto album in studio della cantante giapponese Misia, pubblicato nel 2004.

## Tracce
1. Let It Smile – 5:35
2. Hoshizora no Katasumi de (星空の片隅で) – 5:39
3. Fuyu no Etranger (冬のエトランジェ) – 4:24
4. Mama Says – 4:35
5. Kimi Dake ga Inai Sekai – 4:01
6. Birthday Cake – 4:58
7. Niji no Lalala (虹のラララ) – 4:24
8. Kaze no Nai Asa Hoshi no Nai Yoru (風のない朝 星のない夜) – 5:11
9. Namae no Nai Sora o Miagete (名前のない空を見上げて) – 5:14
10. Holy Hold Me – 5:40